# Colocasieae
Colocasieae es una tribu de plantas con flores de la familia Araceae. Tiene los siguientes géneros:

## Géneros
- Alocasia (Schott) G. Don
- Ariopsis Nimmo
- Colocasia Schott
- Gonatanthus Klotzsch =~ Remusatia Schott
- Leucocasia Schott = Colocasia Schott
- Protarum Engl.
- Remusatia Schott
- Schizocasia Schott ex Engl. = Alocasia (Schott) G. Don
- Steudnera K. Koch
- Xenophya Schott = Alocasia (Schott) G. Don